# Jakobsbergs bussterminal

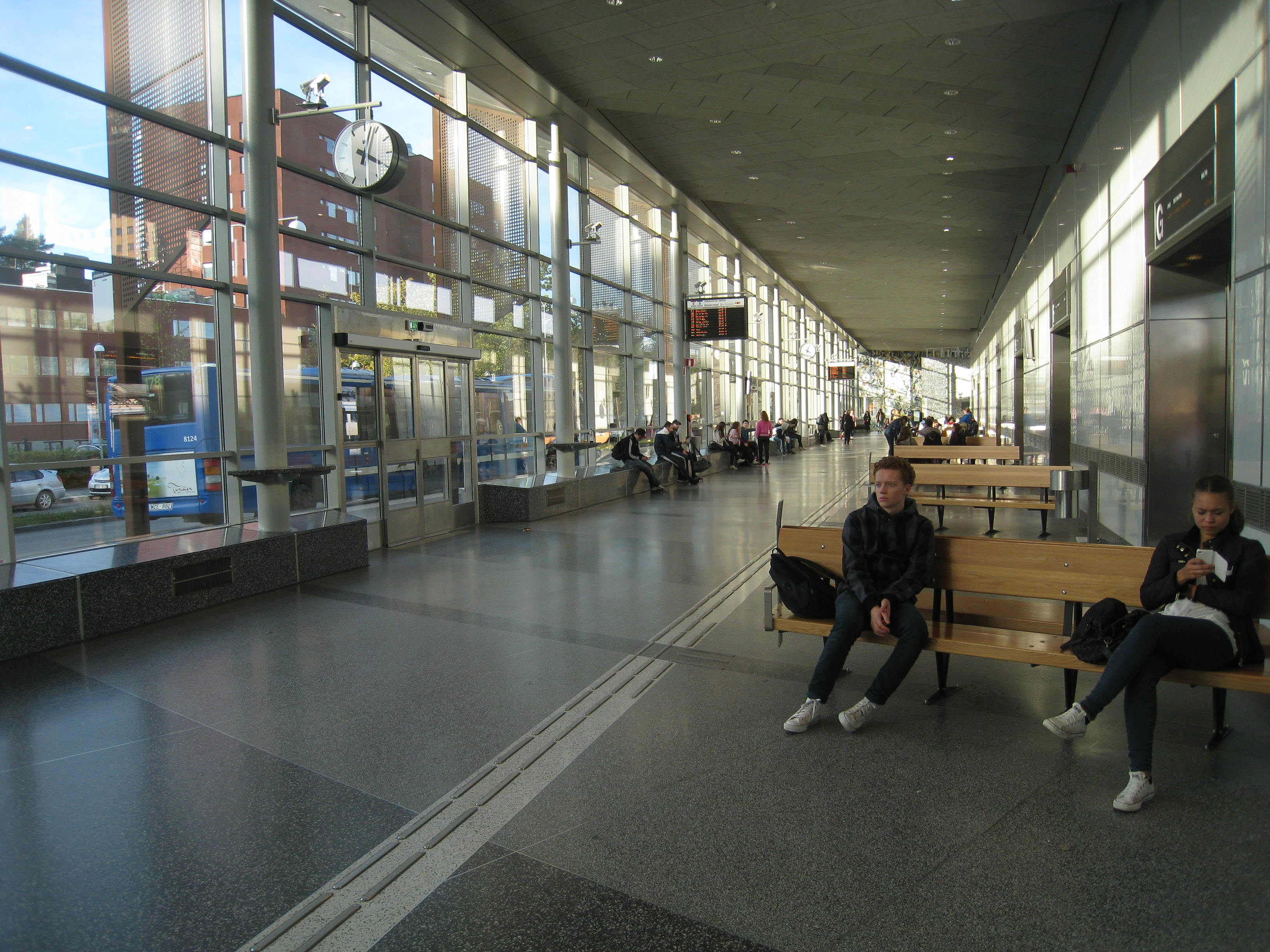
Jakobsbergs bussterminal öppnades i september 2011.

Jakobsbergs bussterminal är en bussterminal i Jakobsbergs centrum, Järfälla kommun, Stockholms län. Terminalen öppnades i september 2011 och invigdes den 14 december 2011. Bussterminalen tilldelades Järfälla kommuns byggnadsmärke 2011.
Bussterminalen i Jakobsberg är en så kallad dockningsterminal, som har en vänthall inomhus, och där resenärerna kan vänta på sin avgång skyddade från väder och vind. Terminalen ligger i anslutning till Jakobsbergs station. Pendeltågsstationen är en av landets största stationer mätt i resande per dygn, stationen är en av de större knutpunkterna i SL:s trafik. Jakobsberg har cirka 33 000 dagliga på- och avstigningar.

## Terminalbyggnaden

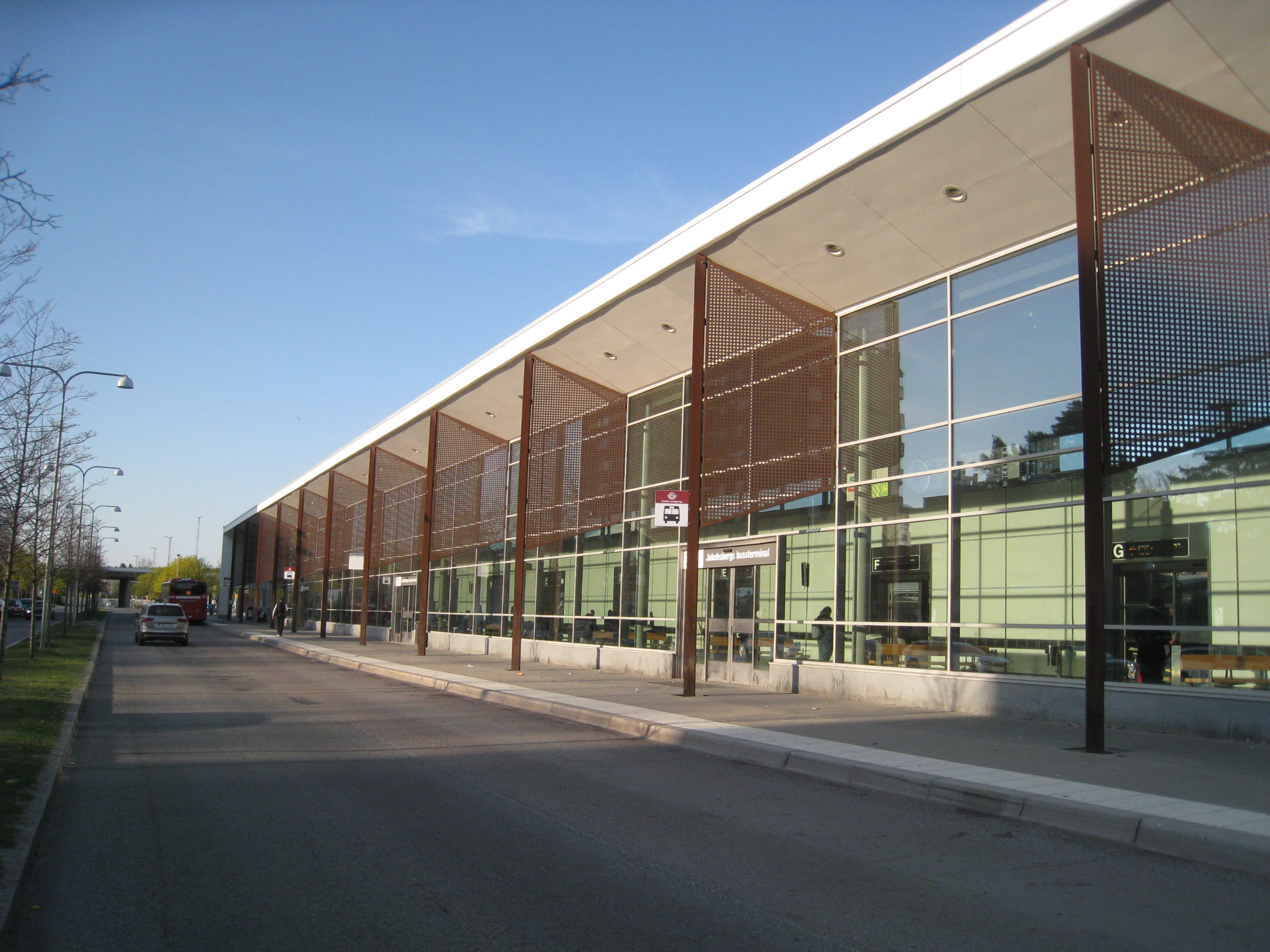
De stora solskyddsskärmarna vid Jakobsbergs bussterminal är utförda av perforerat cortenstål eller så kallat rosttrögt stål.

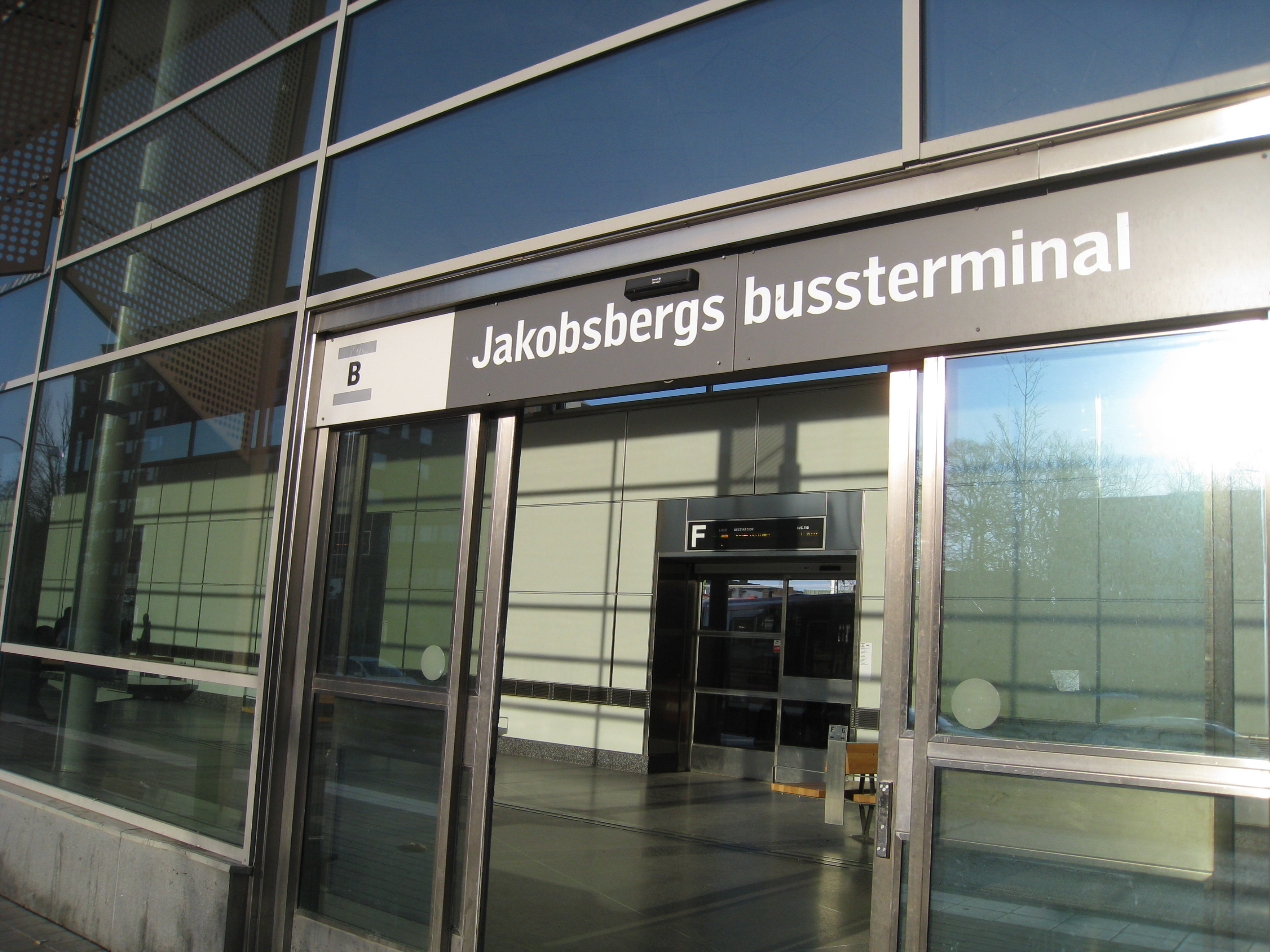
Utgångarna vid Jakobsbergs bussterminal markeras med portaler av pentagonplåt, en polygon med fem hörn, en femhörning.

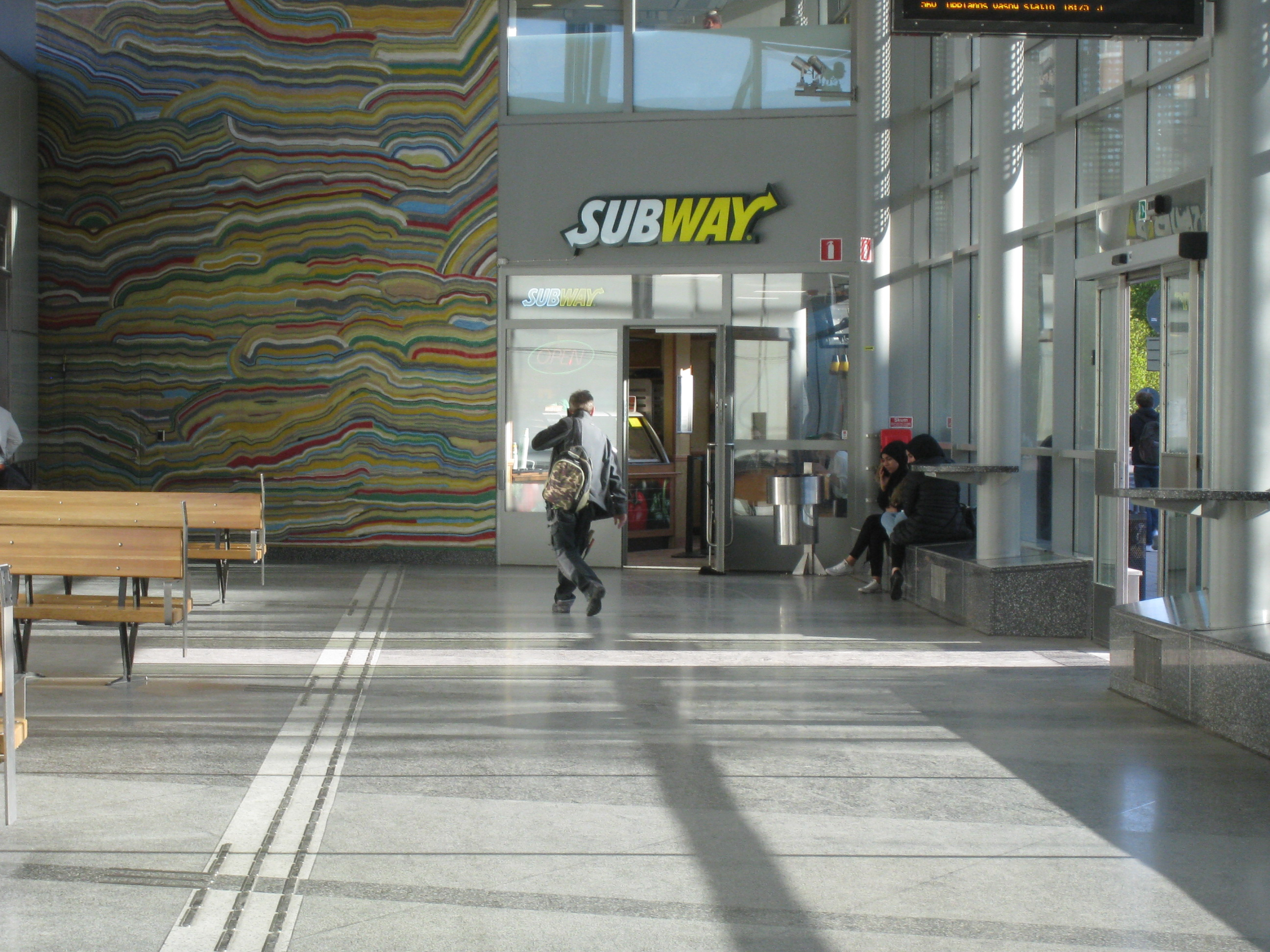
Interiör i Jakobsbergs bussterminal.

Terminalbyggnaden byggdes av Ahlqvist & Almqvist Arkitekter för AB Storstockholms Lokaltrafik.
Utmed Järfällavägen är en långsträckt dockningsterminal placerad parallellt med stationen. SL-trafikens första underjordiska så kallade dockningsterminal för bussar anlades vid Liljeholmens tunnelbanestation i anslutning till en ny plattform på den ombyggda stationen. Det var i början på 2000-talet som Liljeholmens station byggdes om fullständigt, då den däckades över och blev en inomhusstation, och ovanpå byggdes ett nytt torg samt nya hus med bostäder och butiker.
Terminalen i Jakobsbergs centrum är utförd med en stomme av stål och betong och väggarna är utförda av putsade Lecablock. På engelska betyder LECA light expanded clay aggregate och på svenska översätts det med lättklinker, som är ett byggnadsmaterial som tillverkas genom upphettning av lera. Utgångarna markeras med portaler av pentagonplåt, en polygon med fem hörn, en femhörning. De stora solskyddsskärmarna är utförda av perforerat cortenstål eller så kallat rosttrögt stål. Taket har så kallad sedumbeläggning, det vill säga gräs och mossa. Detta minskar belastningen av dagvatten och gör byggnaden mer värmeisolerad och är bra för miljön.
Bussterminalen länkas samman med Jakobsbergs station genom en gångtunnel. Den tidigare befintliga gångtunneln blev 2011 upprustad med bland annat ett nytt stort ljusintag och detta länkar samman station och terminal. Terminalen förbinds vid den norra änden via trappor, rulltrappor och hiss av en lång och hög hall. Utmed den långa hallen angör de ankommande bussarna på ena sidan och på den andra sidan dockar de avgående bussarna.
I hallens norra ände finns resandeservice i form av servicebutiker, biljettförsäljning och information. I dess södra ände finns ett mindre café (Subway) och ovanför detta finns personalutrymmen.
Mot väster är den höga terminalhallen uppglasad och där kompletteras hallen med vertikala skärmar och ett kraftigt taksprång till skydd mot solen.
Terminalen har totalt fyra avstigningshållplatser, två hållplatser för genomgående lokal busstrafik samt 11 dockningsplatser för påstigande. Dessutom finns 11 uppställningsplatser för bussar som inte är i trafik samt 2 platser för bussar som inväntar avgång.

## Konstnärlig utsmyckning
På uppdrag av SL har konstnären Matthias van Arkel (född 1967) utsmyckat Jakobsbergs bussterminal. Utsmyckningen är gjord av infärgad silikon i transparenta och opaka kulörer. Den stora målningen mäter 70 kvadratmeter och väger 2000 kilo. Den mindre gula målningen som är placerad på en mindre vägg i terminalen är 48 kvadratmeter stor. Konstverken är tillverkade i silikon och det klara glaset kontrasterar till den tunga konsistensen i silikonet, de stora glaspartierna i byggnaden samspelar och berikar varandra. "Det statiska och industriella silikonet har transformerats till ett kraftfullt relief-måleri fullt av rörelse och tempo."

## Bilder från vänthallen

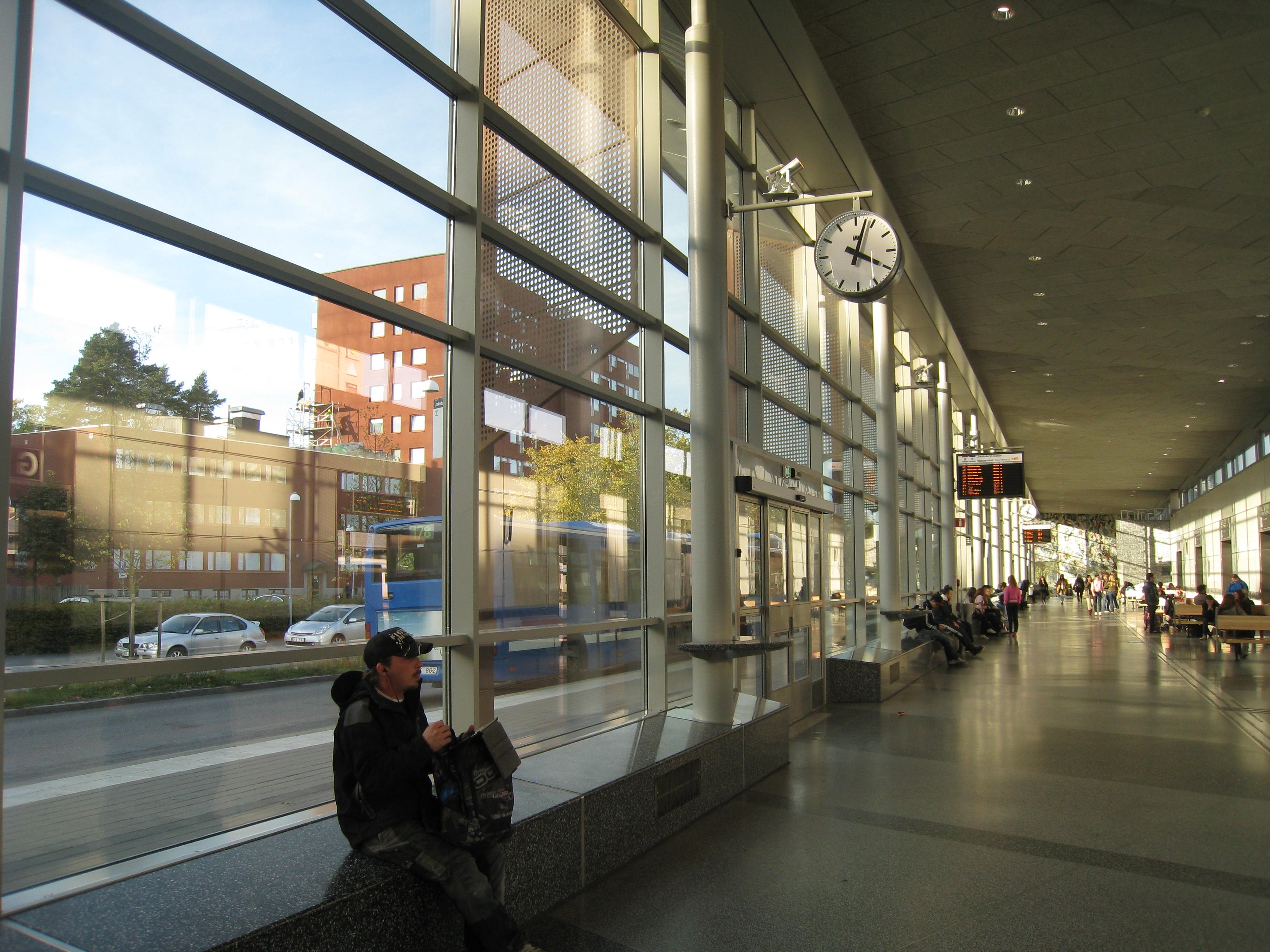
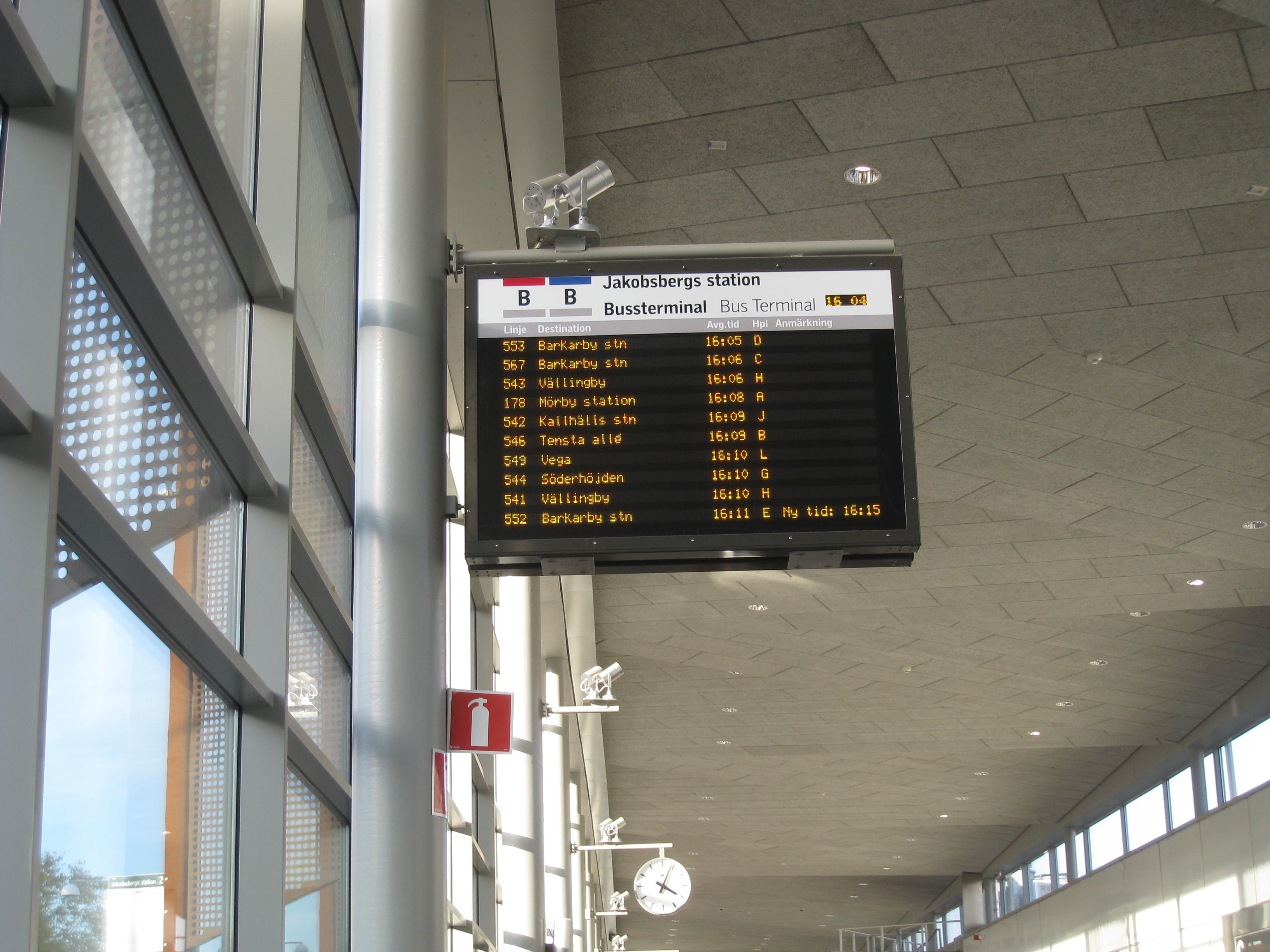
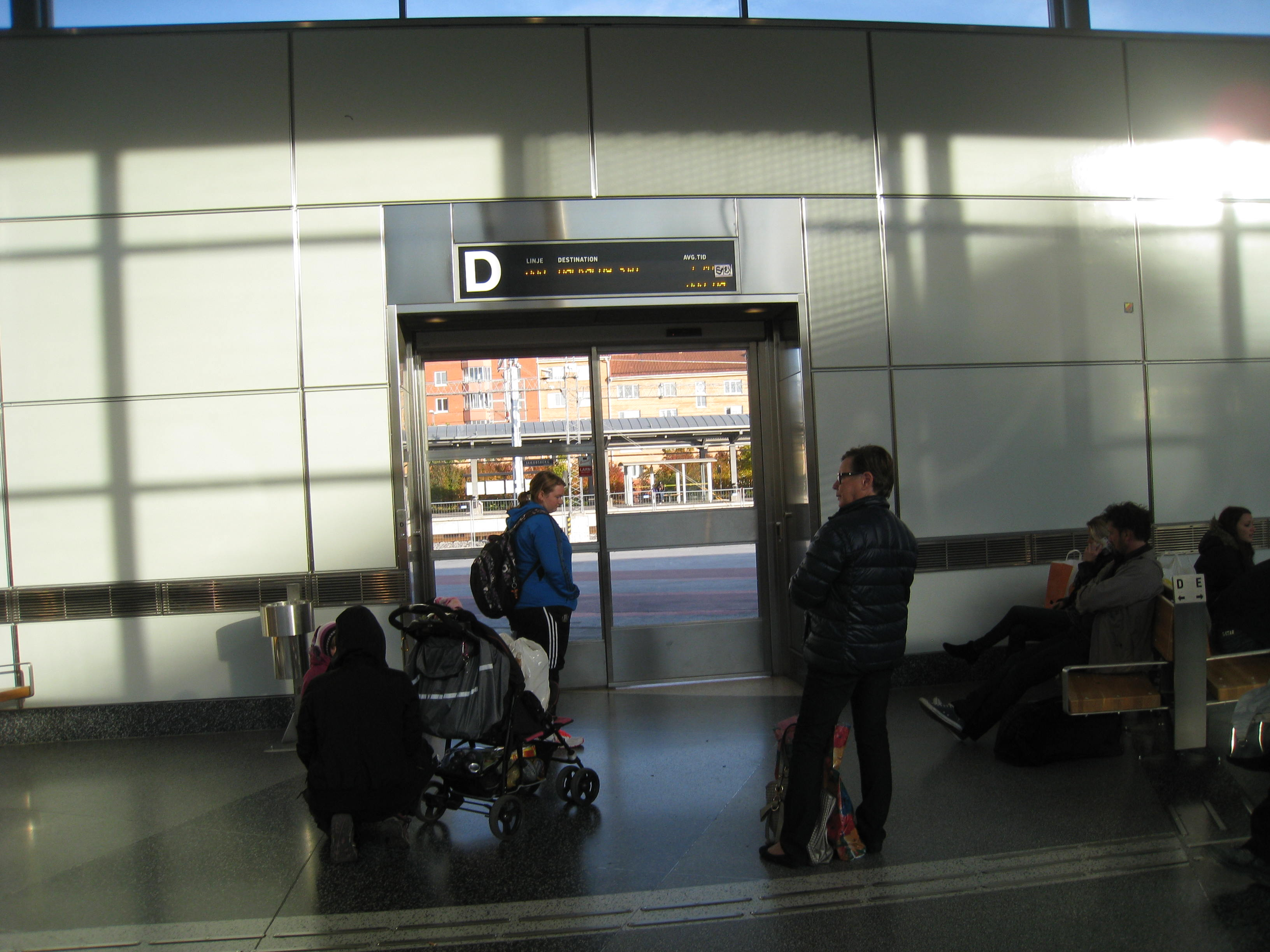